# 杜哈佛拱廊街
杜哈佛拱廊街（法語：Passage du Havre）是巴黎的拱廊街之一，位于巴黎第九区，开始于杜哈佛广场，结束于考马尔廷街（Rue de Caumartin）。它靠近巴黎圣拉扎尔车站，在车站酒店对面。 
杜哈佛拱廊街早期售卖渔具和铁道模型（霍恩比铁路）。它在1990年代末兴建巴黎大区快铁E线地铁线时改建为现代商场，以容纳巴黎主要商业区的心脏“歌剧院-圣拉扎尔区”的新店铺。